# Baligród (plaats)
Baligród is een dorp in de Poolse woiwodschap Subkarpaten. De plaats maakt deel uit van de gemeente Baligród en telt 1468 inwoners.